# In Common
«In Common» es una canción de la cantante y compositora estadounidense Alicia Keys, grabada para su sexto álbum de estudio, Here. La canción fue escrita por Keys, Illangelo, Billy Walsh y Taylor Parks , y producida por Illangelo. Es un tema R&B, que tiene un sonido de música tropical y dancehall. 

## Antecedentes
Después de su quinto álbum de estudio, Girl on Fire (2012), Alicia Keys se tomó un descanso y en 2014 anunció que esperaba su segundo hijo con su esposo Swizz Beatz. En septiembre de 2014, Keys lanzó «We Are Here», una canción sobre justicia social que en ese momento fue anunciada como el sencillo principal de su próximo sexto álbum de estudio por Billboard. En el mismo año, confirmó la producción de su esposo, el productor Swizz Beatz y Pharrell Williams, revelando que el álbum estaba casi terminado. Sin embargo, en julio de 2015, lanzó «28 Thousand Days», una canción que dedicó a su esposo y que se lanzó a la campaña publicitaria de Levi. En una entrevista para la revista Vogue, a fines de 2015, Keys reveló que el álbum solo se lanzaría a principios de 2016. Después de lanzar nueva música en abril,,  y tocarla en el Tribeca Film Festival 2016 en el mismo mes, la cantante lanzó «In Common» el 4 de mayo de 2016. Se lanzó simultáneamente para descarga digital en iTunes , Google Play y Amazon y Spotify, así como en YouTube. Se lanzó un Remix con versos adicionales de los artistas de GOOD Music Kanye West y Travis Scott.

## Composición
«In Common» fue escrita por Alicia Keys, Carlo "Illangelo" Montagnese, Taylor Parks y Billy Walsh, y producida por Illangelo la canción está fuertemente influenciada por la música tropical así como el dancehall, con un ritmo latino. También está marcado por frases recortadas sobre un ritmo mínimo con vibraciones caribeñas de moda, Afrobeat instrumental La instrumentación también presenta un collage de ritmos electrónicos. Sus sonidos se compararon con «Work» de Rihanna, «One Dance» de Drake, así como con su dueto en «Take Care» con Drake, canciones fuertemente influenciadas por dancehall. Keys usa un tono silencioso durante las líneas. Una escritora del sitio web American Top 40 comparó su estilo vocal con el de Dawn Richard.Durante el coro, ella canta: «Si pudieras amar a alguien como yo, también debes estar en mal estado». Líricamente, habla sobre las similitudes entre dos amantes.

## Recepción crítica
Brittany Spanos, de Rolling Stone, lo calificó de «sencillo hipnótico y pegadizo». Un escritor de Fact lo describió como un «pulido listo para la lista, golpeando el punto dulce entre el pop pesado bajo de Jamie xx y la tendencia dancelight a la luz de Bieber, Drake y Rihanna». Jessica Goodman de Entertainment Weekly lo llamó una «pista nebulosa y lista para el club». Rachel Sonis de Idolator opinó que la canción es «sutil, pero infecciosa. Muestra la moderación vocal de la cantante de 35 años y aún se las arregla para mantener las cosas ligeras y luchadoras». Lewis Corner de Digital Spy también fue positivo, señalando que es «un esfuerzo bastante decente». Katie Rife de The AV Club elogió su tropical vibra, diciendo que «sugiere [s] que escucharás esta canción en patios al aire libre». Rife también comparó Keys con Rihanna y Ellie Goulding. Sal Cinquemani de Slant Magazine fue muy positiva y escribió: «Con su producción sensual y progresista y temas más maduros, la canción recuerda el poco apreciado sencillo de 2009 de Keys «Try Sleeping with a Broken Heart». Pitchfork luego incluiría el tema en su ranking de las 100 mejores canciones de 2016 en el número 87.

## Vídeo musical
El 20 de mayo de 2016, Keys subió el vídeo musical en su cuenta de YouTube y Vevo. El vídeo musical fue dirigido por Pierre Debusschere y Keeley Gould. El video del sencillo fue filmado en blanco y negro y, como lo expresó Dylan Kickham de Entertainment Weekly, «[presenta] a varios bailarines haciendo movimientos contorsionistas del cuerpo frente a un fondo gris desnudo, con solo un pocos pilares urbanos como accesorios. A medida que avanza hacia el puente de la canción, los bailarines se forman en parejas que se abrazan, haciéndose eco de los sentimientos amorosos de la canción. Luego, estalla en una fiesta de baile».

## Presentaciones en vivo
«In Common» se presentó por primera vez en el Tribeca Film Festival el 21 de abril de 2016. Keys interpretó la canción por primera vez en vivo en televisión en el episodio Saturday Night Live del 7 de mayo de 2016. Para «In Common» ella «entregó una interpretación hirviente y sensual de la canción reforzada por una banda de acompañamiento», como lo describe Daniel Kreps de Rolling Stone. Dennis Perkins de The AV Club agregó que ella estaba alabó su «presencia en el escenario». El 17 de mayo de 2016, interpretó la canción en la Final de la UEFA Champions League en Milán el 28 de mayo de 2016.

## Lista de ediciones
- Descarga digital[33]

1. "In Common" – 3:29

- Descarga digital – The Remixes[34]

1. "In Common" (Lil Silva Remix) – 3:52
2. "In Common" (Xpect Remix) – 4:29
3. "In Common" (Kenny Dope Remix) – 3:33
4. "In Common" (Kenny Dope Extended Remix) – 6:37
5. "In Common" (Black Coffee Remix) – 4:58

- Descarga digital[35]

1. "In Common" (Kaskade Radio Mix) – 3:17

- Descarga digital[36]

1. "In Common" (Kaskade Remix) – 4:22

- Descarga digital[37]

1. "In Common" (J Farell Remix) – 3:40

- Audiomack Descarga[38]

1. "In Common" (ZEE Calvin Remix) – 2:26

## Posicionamiento en listas
| Listas (2016)                                  | Mejor posición |
| ---------------------------------------------- | -------------- |
| Bélgica (Ultratip) Flanders                    | 23             |
| Bélgica (Ultratip Urban) Flanders              | 17             |
| Escocia (Official Charts Company)              | 51             |
| Estados Unidos Bubbling Under Hot 100 Singles) | 4              |
| Estados Unidos (Adult R&B Songs)               | 4              |
| Estados Unidos (Dance/Mix Show Airplay)        | 28             |
| Estados Unidos (Dance Club Songs)              | 1              |
| Estados Unidos (Hot R&B/Hip-Hop Songs)         | 42             |
| Estados Unidos (R&B/Hip-Hop Airplay )          | 19             |
| Estados Unidos (Rhythmic)                      | 38             |
| Francia (SNEP)                                 | 76             |
| Islandia (Tonlist)                             | 14             |
| Países Bajos (Dutch Top 40)                    | 61             |
| Reino Unido (UK Singles Chart)                 | 89             |
| Suecia (Sverigetopplistan)                     | 100            |

## Historial de lanzamiento
| País           | Fecha               | Formato                       | Versión           | Discográfica | Ref    |
| -------------- | ------------------- | ----------------------------- | ----------------- | ------------ | ------ |
| Varios         | 4 de mayo de 2016   | Descarga digital y streaming  | Original          | RCA Records  | [ 33 ] |
| Estados Unidos | 10 de mayo de 2016  | Urban AC y Urban contemporary | Original          | RCA Records  | [ 53 ] |
| Varios         | 23 de mayo de 2016  | Descarga digital              | J Farell Remix    | RCA Records  | [ 37 ] |
| Estados Unidos | 24 de mayo de 2016  | Rhythmic contemporary         | Original          | RCA Records  | [ 54 ] |
| Reino Unido    | 9 de junio de 2016  | Contemporary hit radio        | Original          | RCA Records  | [ 55 ] |
| Varios         | 1 de julio de 2016  | Descarga digital              | Remixes EP        | RCA Records  | [ 34 ] |
| Varios         | 12 de julio de 2016 | Descarga digital              | Kaskade remix     | RCA Records  | [ 36 ] |
| Varios         | 12 de julio de 2016 | Descarga digital              | Kaskade Radio Mix | RCA Records  | [ 35 ] |
| Varios         | 6 de agosto de 2016 | Descarga digital              | ZEE Calvin Remix  | RCA Records  | [ 38 ] |